# Reinhold Koehler (Künstler)
(Heinz) Reinhold Koehler (* 28. Dezember 1919 in Dortmund; † 24. April 1970 in Siegen) war ein deutscher experimenteller Maler, Grafiker, Objektkünstler und Lyriker.

## Leben
Heinz Reinhold Koehler wuchs in Dortmund als Einzelkind einer Facharbeiterfamilie auf, besuchte zunächst das Gymnasium, absolvierte eine kaufmännische Lehre und engagierte sich in der Jugendbewegung. Von 1939 bis 1945 war er Soldat, zunächst in Belgien und Frankreich und ab 1941 in Russland. In seiner freien Zeit setzte er seine autodidaktische Ausbildung im Malen und Schreiben fort und widmete sich der Lektüre von Lyrik, Prosa und Philosophie. Noch kurz vor der Kapitulation wurde er im Frühjahr 1945 in Ostpreußen verwundet, kam in ein dänisches Lazarett und danach in englische Kriegsgefangenschaft, konnte aber bereits im Sommer nach Hause zurückkehren. Hier heiratete er wenige Monate später die aus Siegen stammende Ärztin Marianne Meier, der er als Siebzehnjähriger zum ersten Mal begegnet war. Anders als seine Eltern nannte sie ihn bei seinem zweiten Vornamen Reinhold, den er später als offiziellen Rufnamen wählen sollte. Das Paar ließ sich zunächst in Altenseelbach (Kreis Siegen) nieder und zog 1953 mit den beiden Kindern Michael (1946–2005) und Angela (* 1948) nach Siegen, wo Koehler bis zu seinem frühen Tod im Jahr 1970 lebte.
In den 25 Jahren seiner künstlerischen Arbeit schuf er ein umfangreiches und vielseitiges Werk. Dessen zwei Schwerpunkte waren einerseits Materialbilder, die sogenannten Sandbilder, und andererseits verschiedenste Ausprägungen der Décollage, ein Begriff, den er für seine mit destruktiven Techniken hergestellten Werke prägte und mit dem er 1958 an die Öffentlichkeit trat. Seine Vorgehensweise definierte er ebenso knapp wie prägnant: „Man macht Décollages, um Collages zu verhindern. Nicht Summation, sondern Reduktion“. Gemeinsam ist beiden Werkgruppen, dass Koehlers Arbeiten immer ertastbar, also Reliefs sind. Neben seiner freien Tätigkeit als Lyriker, Textautor und bildender Künstler gab er Zeichenunterricht an der örtlichen Berufsschule und kreierte bis in die 1960er Jahre Kunst am Bau mit Mosaiken, Drahtreliefs und Fresken. 1968 nahm Koehler eine Lehrtätigkeit an der Gesamthochschule Siegen auf.
Einzelausstellungen konzentrierten sich zu seinen Lebzeiten auf Galerien und Museen in Deutschland, der Schweiz, den Niederlanden und der Tschechoslowakei, Gruppenausstellungen zeigten ausgewählte Werke auch in Nordafrika, den USA und Neuseeland. Jährliche längere Reisen führten den Künstler und seine Frau in süd-, west- und osteuropäische Länder sowie nach Marokko. Begleitet wurde Koehlers Wirken besonders von dem irischen, in Deutschland lebenden und die deutsche abstrakte Nachkriegskunst verteidigenden Kunstkritiker John Anthony Thwaites, von dem Philosophen und Ästhetiker Max Bense und dem experimentellen Autor Helmut Heissenbüttel, die zahlreiche Texte über Koehlers Werk veröffentlichten und an seinen Ausstellungseröffnungen sprachen, dies auch über seinen Tod hinaus. Koehler seinerseits förderte die zwei jungen Fotografen Bernd Becher und Detlef Orlopp, die, solange sie in Siegen wohnten, bei ihm ein- und ausgingen. Ein enger Weggefährte Koehlers war auch der Bildhauer Eberhard Fiebig.
1985/86 richtete das Sprengel Museum Hannover in Kooperation mit dem Wilhelm-Hack-Museum Ludwigshafen, dem Museum moderner Kunst Palais Liechtenstein Wien und dem Siegerlandmuseum Siegen eine große Retrospektive aus. 2018 erschien das Werkverzeichnis der Décollagen, dessen Publikation von einer monographischen Ausstellung im Museum Villa Zanders Bergisch Gladbach flankiert wurde, gefolgt von der ersten Werkschau im Vereinigten Königreich, die Ende 2019 von der Londoner Galerie Whitford Fine Art präsentiert und von einem Katalog begleitet wurde.

## Werk
„Collagen, Décollagen. Collagen gibt es seit langem. Décollagen macht Koehler. So erfindet man nicht nur seine Kunstwerke, man erfindet auch ihre Erfindung, die Methode ihrer Herstellung.“ Max Bense, 1959

### Décollagen
Den umfangreichsten Korpus bilden die Décollagen auf Papier, Karton und Leinwand. In den noch figurativen Aquarellen, Gouachen und Tuschzeichnungen von 1941–1954 übernehmen partielle Zerstörungen der Oberfläche durch Abrisse, Abreibungen und Einkratzer teilweise die Darstellung von Landschaften, Akten und Tieren. Dabei ragen die Möven von 1948 (auf Sylt) heraus, deren Körper ausschließlich von Abrissen und Abrieben dargestellt werden. Der Weg zu den ungegenständlichen Décollagen geht über Monotypien und freirhythmische Federzeichnungen mit Einfärbungen, Abreibungen, Abrissen und Kratzern. Begleitet werden die gezeichneten oder geritzten Federschraffuren von mit dem Messer eingeschnittenen Linien. Schon bald schneidet der Künstler ganz am Anfang des Arbeitsprozesses diese Linien in schräg gegeneinandergesetzten Bündeln in den noch leeren weißen Karton. Danach wird die ganze Oberfläche mit Tusche eingeschwärzt und angefeuchtet. Von den eingeschnittenen Arealen werden nun mit der Hand die vielen kleinen eckigen Papierstückchen zwischen den Schnitten abgerieben oder abgezogen. In den schnittfreien Bereichen zieht der Künstler große breite zungenförmige Abrisse ab, wobei zittrige Abriss-Umriss-Linien entstehen. Diese beiden Techniken treten in den Décollagen von 1958 und 1959 immer in Kombination auf, wobei sich alles nur im Spannungsfeld zwischen Schwarz und Weiss in allen möglichen Grauabstufungen abspielt.
1960 beginnt Koehler, die Schnitttechnik über die ganze Oberfläche auszudehnen, und nennt diese Arbeiten Décollages gravés. Sukzessive erweitert er im gleichen Jahr die Farbpalette um Braun-, Rot-, Gelb-, Violett- und Blautönungen und entwickelt darüber hinaus eine weitere, ganz neue Technik. Aus dem Karton herausgelöste, zungenähnliche Streifen werden nun nicht mehr abgerissen, sondern dort, wo sie noch am Karton hängen, umgeknickt und mit dem Rücken wieder angeklebt. Da das Tuschschwarz leicht durchscheint, ergibt sich jeweils ein Zwillingspaar von Zungen in weißer und grauer Färbung. Diese ordnet Koehler seriell an und beschreibt sie als „Einerseits positiv – andererseits negativ“. Im Werkverzeichnis der Décollagen wird dieser Werkkorpus als Décollagen positiv-negativ geführt. Die Umkipptechnik wird in den folgenden Jahren bis 1967 Basis für die großen Leinwanddécollagen. Hier wird z. T. mit Schrift bedrucktes Papier mehrschichtig auf eine Leinwand geklebt, dann eingeschwärzt oder eingefärbt, und aus dieser Schicht werden die Zwillingspärchen herausgerissen und angeklebt. Die zahllosen axialsymmetrischen Einzelelemente in ihrer vertikal und horizontal seriellen Anordnung erzeugen in ihren farbigen Exempeln einen großen Reichtum an Zwischentönen, wie Koehler generell mehr mit Zwischentönen als mit starken Farben arbeitete.
Unter dem Einfluss der gerade begonnenen Décollagen positiv-negativ entstehen 1960 auch die ersten Décollages purs, die nur aus frei Hand abgerissenen Formen bestehen. Der Begriff der Décollage pur, der sich aus diesen Arbeiten ergab, wird von Koehler nun auch rückwirkend auf die 1958 und 1959 entstandenen Décollagen angewendet, die alle eine Kombination von Décollage pur und Décollage gravé waren. Ebenfalls im Frühjahr 1960 weitet Koehler den Bereich der Décollage auf eine ganz neue Methode aus: Er legt einfache Stahlgabeln in die Flamme des häuslichen Gasherds, bis sie glühen. Dann setzt er mit ihnen Brandspuren in und auf den weißen Karton. Farblich changieren die in serieller Anordnung gesetzten Zeichen je nach Intensität der Verbrennung zwischen Tiefschwarz, Dunkel- und Hellbraun und Bronze- bzw. Goldtönen. Décollage brulé nennt Koehler diese Arbeiten.
Parallel zu diesen Spielarten gibt es noch eine andere Gruppe von Décollagen, auf die Koehler von 1957 bis 1968 immer wieder zurückkommt. In den Plakat-Décollagen montiert er, ähnlich wie die Affichisten, mehrschichtige Abrisse von Plakatwänden, Packpapier und sogar Reste eigener Arbeiten auf Leinwand und hebt dann eigene Abrisse ab. Dies zunächst in kleinem, später auch in großem Format. Charakteristisch für Koehlers Plakat-Décollagen ist die Beschränkung auf Buchstaben, Ziffern und Farben, die er den Plakatresten entnimmt, nicht aber figurative Ausschnitte. Die Plakat-Décollagen bilden mit den Objets décollagés, den Contre-Collagen, den Décollages imprimés und den Fenêtres décollagées (s. u.) den Bereich in Koehlers Werk, in dem er mit Zivilisationszitaten arbeitet.

### Objets décollagés (Decollagierte Objekte)
Die zahlenmäßig eher überschaubare Werkgruppe decollagierter Objekte wie zerschlagene Flaschen, Teller und Isolatoren, deren Scherben und Splitter Koehler nah am Bild des unversehrten Objektes auf die Leinwand klebte und sie damit der zweiten Dimension annäherte, setzte 1957/58 in der Frühzeit der Decollagen ein und wurde zwischen 1960 und 1963 wieder aufgegriffen. Die späten, ab 1968 kreierten Objets décollagés rücken dann der Malerei wieder näher. Durch Verweißung der Flaschen wird deren Idealform betont und gleichzeitig die Schärfe der gesprungenen Kanten hervorgehoben.

### Contre-Collagen
Ebenfalls unter Verwendung von Glas gestaltete Koehler ab 1962 seine sogenannten Contre-Collagen. Dabei beklebte er Fensterglasscheiben in mehreren Schichten mit Stücken weißen Papiers sowie Ausrissen aus Zeitungen, Zeitschriften und Werbedrucksachen, wie er dies zuvor mit den Plakat-Décollagen praktiziert hatte. Danach drehte er die Scheibe um und schlug mit dem Hammer auf sie. Dies mit Kalkül, um den Weg der Glassprünge so weit wie möglich mitbestimmen zu können. Dann ließ er Tusche oder Farbe in die Sprünge einsickern, um sie noch sichtbarer zu machen. Die mehrschichtige Hinterklebung der Scheibe hielt nun ihre Stücke zusammen. Das Netz der Sprünge mit ihren auch ganz zerschmetterten Zentren treten mit den hinterklebten Strukturen in einen spannungsreichen Dialog. Die Kratzer, Risse und Messerschnitte in den Karton-Décollagen finden hier ihre Entsprechung in den Sprunglinien des Glases. Gleichzeitig wird dem Zufall der Linienführung noch mehr Raum gegeben.
Eine Weiterentwicklung dieser Motivik und deren Verbindung mit den Medien Fotografie und Drucktechnik stellen die 1968 begonnenen Contre-Collages imprimés oder Fenêtres décollagées dar. Fotografien von Fensterfronten stillgelegter Grubengebäude im Siegerland seitens der befreundeten Fotokünstler Becher und Orlopp werden durch Eingriffe weiter gestört, wenn nicht gar zerstört, und dann als Offsetgrafikauflage gedruckt.

### Décollages imprimés (Dosendrucke)
In den letzten vier Jahren seines Lebens, von 1966 bis 1970, entwickelte Koehler mit den Décollages imprimés noch einmal einen ganz neuen Werkteil. Es handelt sich hierbei um Tiefdrucke plattgemachter Konservendosen bzw. deren Deckel, die der Künstler in der Kupfertiefdruckwerkstatt Kätelhön in Wamel am Möhnesee in mannigfachen Variationen, Konfigurationen, Farben und Formaten anfertigte. Anlass war ein ihm von der Aldegrever Gesellschaft in Münster gewährtes Stipendium, das freies Wohnen in der Künstlersiedlung und freies Material und Arbeiten in der Werkstatt umfasste. Die als Druckträger genutzten Büchsen waren entweder intakte oder bereits demolierte Objets trouvés, wurden von Koehler aber weiter manipuliert, bis sie die gewünschte Form aufwiesen. Die Dosendrucke mit ihren zahlreichen Motiven und unterschiedlichen Formaten erschienen oft als Grafikeditionen in Auflagen von 10 bis 120 Exemplaren und erfuhren dadurch eine beachtliche Verbreitung.

### Sandbilder
Den größten Teil von Koehlers Œuvre neben den Décollagen machen die Sandbilder aus, an denen er von 1954 bis 1970 arbeitete. Hier legt er zu Beginn eine pastose Schicht von Ölfarbe und Vogelsand auf Leinwand oder Pappe und versieht diese mit erhöhten Zentren und Einkratzungen. Schon bald modelliert er mit der Hand oder mit Werkzeugen Krater in den Sandauftrag. Die Sandbilder schwanken zwischen Raum- und Figurentwürfen, zu denen das Gemisch aus Farbe und Sand fingerdick das Material stellt. Es entstehen Raumfelder, Feldfiguren und Korpus-Bilder, die mit Thorax, Torso und Corpus betitelt werden. Auch bei den monochromen Arbeiten ist die Farbe von haptischer Qualität.
Im Laufe der sechziger Jahre werden die Sandelemente vergrößert und vereinfacht und auf die nackte Leinwand oder auf sandbestreutem weißen, roten oder gelben Grund appliziert. Die bereits erprobte Motivik bleibt erhalten, wird aber weiter ausdifferenziert. In den 1969/70 entstandenen Sandzeichungen setzt Koehler das filigrane Material nur noch sehr sparsam ein und zeichnet luftig-zarte Gebilde. Kleine Sandobjekte und Sandzeichen beschließen diese umfangreiche Werkgruppe.

### Gedichte und Contratexte
Die Doppelbegabung Reinhold Koehlers als Maler und Lyrik- sowie Textproduzent zeigte sich schon früh. Bereits während des Zweiten Weltkriegs führte er Tagebuch, verfasst Erzählungen und schrieb vom Spätexpressionismus beeinflusste Gedichte, zum Teil in größeren Zyklen wie dem Sonett-Kranz Zur Apokalypse des Winters 1941–1942, in denen er seine Erfahrungen „im Feld“ verarbeitete und in eine bildmächtige Sprache goss. In den ersten Nachkriegsjahren wendete er sich außereuropäischen Dichtungen und Textwelten zu, rezipierte klassische chinesische Autoren und erweiterte sukzessive seine Sprach- und Textkompetenz.
Ab Mitte des Jahrzehnts brach sich das Interesse am Experiment Bahn, die Bindung an Reimschemata wurde endgültig aufgegeben, verbal-surrealistische Wortspiele und ausschweifende, an Metaphern reiche Monologe im Umfeld Gottfried Benns verwandelten nach Walter Israel „Lyrik-Gedichte in Lyrik-Texte“. Die Sprache selbst wird mehr und mehr zum Material, was sich bereits an den von 1954 bis 1958 entstandenen Skulpturalen Texten ablesen lässt.
Einen Höhepunkt von Koehlers schriftstellerischer Produktion bilden seine Contratexte (1968–1970), Sprachkunstwerke der konkreten, visuellen Poesie, die sich durch texttotale Versarbeit (Palindrome) und farblich differenzierte Architektonik (Mittelachse, schwarz-rote Einfärbung) auszeichnen. Veröffentlicht 1969 unter dem Titel EIN REGEL LEGER NIE – CONTRA TEXTE IN X LEKTIONEN sind sie bis heute Koehlers profiliertester Beitrag zur experimentellen Literatur nach 1945.

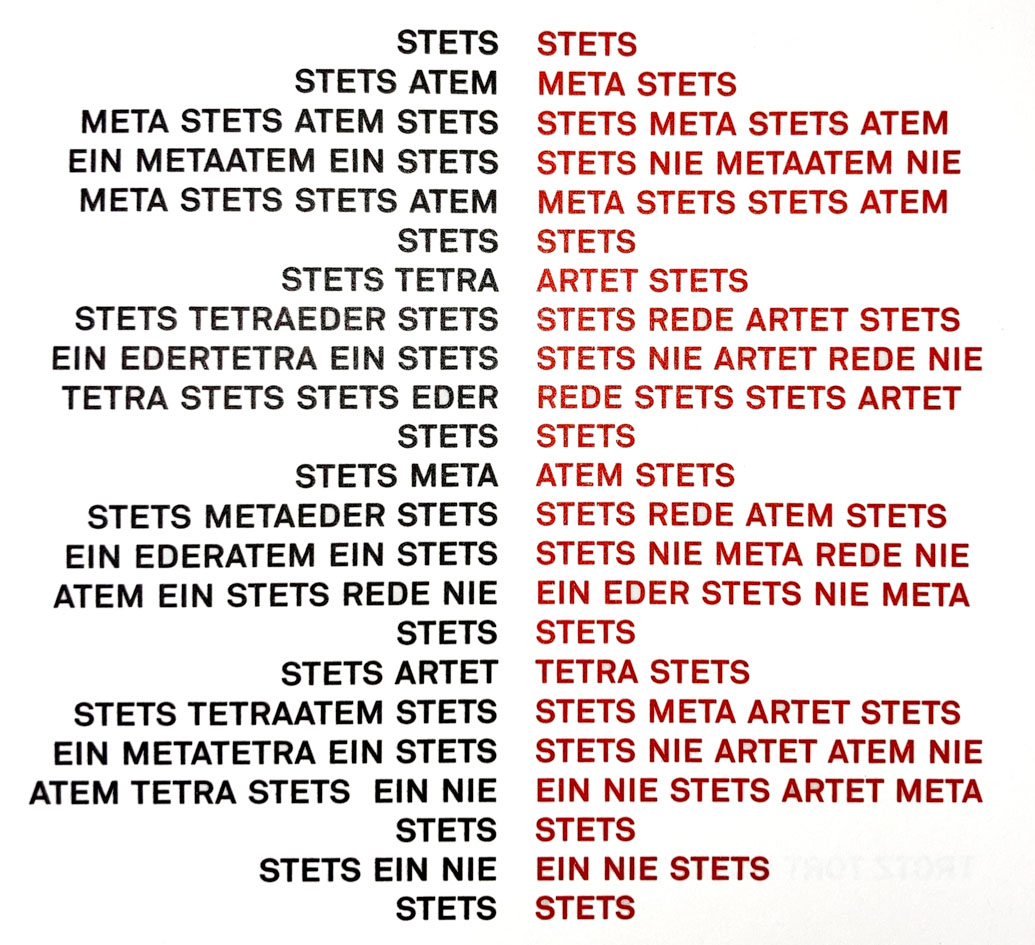
ART NOCH CONTRA CONTRATEXTE ANDERER TEIL 1968, IX

## Einzelausstellungen
- 1949: Buchhandlung Ruth Nohl, Siegen
- 1950: Galerie Kunstspiegel, Freiburg/Breisgau
- 1951: Museum des Siegerlandes, Siegen; Museum Haus am Dom, Mainz
- 1957: Galerie Ruth Nohl, Siegen
- 1958: Kunstkabinett Lometsch, Kassel; Galerie Schmela, Düsseldorf; Galerie Ruth Nohl, Siegen; Zimmergalerie Klaus Franck, Frankfurt/Main
- 1959: Galerie Ruth Nohl, Siegen
- 1960: Galerie van de Loo, München; Städtisches Museum, Wiesbaden
- 1961: Galerie Renate Boukes, Wiesbaden; Kunstpavillon Soest; Kunstkabinett Lometsch, Kassel
- 1963: Galerie Renate Boukes, Wiesbaden
- 1964: Märkisches Museum der Stadt Witten; Kunstzaal de mangelgang, Groningen, Niederlande; Galerie Albert Waalkens, Finsterwolde, Niederlande;  Galerie Ruth Nohl, Siegen; Städtische Galerie, Haus Seel, Siegen; Junge Galerie, Kassel
- 1965: Studiengalerie Technische Hochschule, Stuttgart; Von-der-Heydt-Museum, Wuppertal; Galerie Na Karlově Náměstí, Prag; Galerie Baier, Mainz
- 1966: Kunstpavillon Soest; Galerie Ruth Nohl, Siegen
- 1967: Galerie Porta, Will Seringhaus, Wuppertal
- 1968: Galerie der Edition Hansjörg Mayer, Stuttgart; Kleine Grafik-Galerie, Bremen, Solingen; Galerie Toni Brechbühl, Grenchen, Schweiz; Galerie Ruth Nohl, Siegen; Galerie K 235, Ingo Kümmel, Köln; Galerie Weinelt, Hof
- 1969: Galerie Albert Schiessel, Köln; Städtischer Kunstverein, Kunstscheune, Bochum
- 1970: Galerie S Press, Blankenstein-Buchholz; Städtische Galerie, Haus Seel, Solingen
- 1977: Galerie Karin Fesel, Wiesbaden
- 1980: Galerie Karin Fesel, Wiesbaden
- 1985/86: Sprengel Museum, Hannover; Wilhelm-Hack-Museum, Ludwigshafen; Museum moderner Kunst, Palais Liechtenstein, Wien; Siegerlandmuseum im Oberen Schloss, Siegen
- 1986: Galerie Karin Fesel, Düsseldorf
- 1988: Galerie E, Zürich; Wilhelm-Morgner-Haus, Soest
- 1989: Galerie Nawrath, Arnsberg-Neheim
- 1990: Galerie Marianne Hennemann, Bonn
- 1994: Adolf Saenger-Stiftung, Siegen; Galerie Magdalena Kaiser, Siegen
- 1999: Bürgerhaus Neunkirchen
- 2009: Märkisches Museum der Stadt Witten
- 2015: Galerie Christian Pixis, München
- 2018: Kunstmuseum Villa Zanders, Bergisch Gladbach
- 2019: Whitford Fine Art, London; Siegerlandmuseum im Oberen Schloss, Siegen
- 2022: Galerie Hoffmann, Friedberg
- 2023: Galerie Knoell, Basel

Die Gruppenausstellungen und öffentlichen Sammlungen, in denen Reinhold Koehler mit Arbeiten vertreten war bzw. ist, sind aufgeführt im Werkverzeichnis von Angela Koehler.

## Veröffentlichungen (Auswahl)
- Décollages imprimés, 6 Blätter, Text von Helmut Heissenbüttel, Edition Hake, Köln 1966.
- Décollages imprimés, 6 Blätter, Text von Max Bense, Edition Galerie Ruth Nohl, Siegen 1966.
- Memorabiler Lochtext von Helmut Heißenbüttel mit 6 décollages imprimés von Reinhold Koehler (= Das Grenchner Kleinbuch, Nr. 2), Verlag Galerie Toni Brechbühl, Grenchen 1969, Fotomechanischer Nachdruck, Edition Boczkowski, Kassel Februar 1970.
- EIN REGEL LEGER NIE. CONTRA TEXTE IN X LEKTIONEN, Edition und Verlag Boczkowski, Kassel 1969.
- Abwickelungen, 9 Offset-Lithograhien nach Materialdrucken in Originalgröße mit einem Text von Nicolaus Einhorn, Edition S Press, Hattingen 1971.
- CONTRATEXTE, hrsg. von Angela Koehler und Karl Riha, mit einem Nachwort von Karl Riha, edition fundamental Köln 1988. Im Handsatz erstellt und mit der Handpresse gedruckt von K. Richard Müller. Buch in Auflage von 150 nummerierten Exemplaren und Mappe mit losen Blättern in Auflage von 30 Exemplaren.
- Gedichte & Contratexte 1940–1970, ausgewählt und mit einer Einleitung von Walter Israel, hrsg. von Walter Israel, Angela Koehler und Wolfgang Zemter (= Reinhold Koehler, Das Werk, Bd. 2.), Druckverlag Ketteler, Bönen 2009, ISBN 978-3-86206-003-0.